# Hultsfreds distrikt
Hultsfreds distrikt är ett distrikt i Hultsfreds kommun och Kalmar län. 
Distriktet ligger omkring Hultsfred. 

## Tidigare administrativ tillhörighet
Distriktet inrättades 2016 och utgörs av en del av området som Hultsfreds köping omfattade till 1971, i dess omfattning före 1969 vilken före 1927 utgjort en del av socknen Vena.
Området motsvarar den omfattning Hultsfreds församling hade vid årsskiftet 1999/2000 och som den fick 1955 när församlingen bröts ut ur Vena församling.